# خارعروس
خارعروس سرده‌ای است از خارعروسیان با حدود ده گونه که از اروپا تا شرق آسیا پراکنده هستند.
این گیاه به طور غیررسمی گل ایالتی ایالت خیبر پختونخوا پاکستان است.

## گونه‌ها
- Morina couteriana
- Morina longifolia
- Morina persica